# Avicularia ulrichea
Avicularia ulrichea är en spindelart som beskrevs av Tesmoingt 1996. Avicularia ulrichea ingår i släktet Avicularia och familjen fågelspindlar. Inga underarter finns listade.